# Saab 2000
Il Saab 2000 è un aereo di linea regionale, costruito dalla svedese SAAB ed "erede" del Saab 340. È dotato di due motori turboelica e viene impiegato nelle rotte regionali.
È facilmente riconoscibile avendo sia i piani di coda che le ali con un diedro positivo, una fusoliera stretta e lunga, una grande deriva verticale e 2 motori Rolls-Royce con le eliche a sei pale a scimitarra.
La sua elevata velocità di crociera lo rende il velivolo più veloce della sua categoria, caratteristica che lo ha portato a ricevere il soprannome di "Concordino", dal nome del famoso aereo supersonico civile europeo Concorde.

## Storia del progetto
Gli studi per la realizzazione un aereo di linea regionale più grande, da affiancare al Saab 340, sono cominciati nel 1988.
Contro la tendenza generale, la Saab ha insistito nel continuare ad utilizzare i turbopropulsori, piuttosto che i motori a reazione, in modo da fornire un buon compromesso tra alta velocità e i bassi costi. Questa decisione si è dimostrata errata e, del 2000, sono stati venduti solo pochi esemplari, fino alla cessazione della produzione, avvenuta nel 1998.
Il primo volo del prototipo fu effettuato il 26 marzo 1992. Il velivolo è entrato in servizio con la compagnia di lancio Crossair nel settembre del 1994.

## Versioni
2000: Sola versione sviluppata per le compagnie aeree e i corporate customers, con la fusoliera allungata e un'apertura alare maggiore rispetto ai 340.

## Dati tecnici
- Cargo/Bagagliaio: 10.2 m³ (360 cu.ft);
- Tipo di elica:  6 pale a scimitarra;
- Rumorosità interna: 76 dBa;
- Pitch: 32 in;

## Utilizzatori

### Civili
Al gennaio 2022, dei 63 esemplari prodotti, 29 sono operativi. Il Saab 2000 non è più in produzione, tutti i velivoli ordinati sono stati consegnati.
Gli utilizzatori sono:
- Meregrass Inc (4 esemplari)
- NyxAir (4 esemplari)
- Freight Runners Express (3 esemplari)
- Täby Air Maintenance (3 esemplari)
- Sveaflyg (1 esemplare)
- Swedish Aircraft Holdings (1 esemplare)

### Militari
Gli utilizzatori sono:
 Arabia Saudita
- Al-Quwwat al-Jawwiyya al-Sa'udiyya

2 Saab 2000AEW&C ricevuti il 16 dicembre 2014.
 Pakistan
- Pakistan Air Force

4 Saab 2000AEW (inizialmente erano 6) ordinati nel 2006 ed entrati in servizio nel 2009-2010. Ulteriori 3 ordinati nel 2017, hanno portando a sette il numero degli esemplari in organico. Ulteriori due esemplari sono stati ordinati nel 2020, con la consegna del nono ed ultimo esemplare il 2 luglio 2024. 1 acquistato di seconda mano e consegnato nel 2008, utilizzato per trasporto VIP, assistenza sanitaria ed anche per addestrare i piloti degli Saab 2000AEW Erieye.

## Incidenti
- 17 ottobre 2019: il volo PenAir 3296, un Saab 2000 marche N686PA, esce di pista durante l'atterraggio all'aeroporto di Dutch Harbour, Unalaska, Alaska, Stati Uniti. Delle 42 persone a bordo, un passeggero perse la vita a causa delle ferite riportate. Altre 12 sono rimaste ferite, 2 delle quali gravemente. Infatti, una pala era finita in cabina. L'incidente è, al 2021, sotto investigazione.
- 14 dicembre 2014 : Il volo Loganair 6780 era un volo regionale dall'aeroporto di Aberdeen all'aeroporto di Sumburg nelle isole Shetland, in Scozia. Il 15 dicembre 2014, il Saab 2000 che operava il volo fu colpito da un fulmine durante l'avvicinamento, per poi scendere più velocemente della velocità massima operativa dell'aereo. L'aereo arrivò entro 1.100 piedi (340 m) da terra prima che i piloti riprendessero il controllo e tornassero ad Aberdeen. Tutti i 33 passeggeri e l'equipaggio rimasero illesi.[7]